# Ippolit Monighetti
Ippolit Antonovič Monighetti (in russo Ипполит Антонович Монигетти?; Mosca, 2 maggio 1819 – San Pietroburgo, 10 maggio 1878) è stato un architetto russo.
Di origine ticinese, lavorò essenzialmente per la famiglia Romanov. 

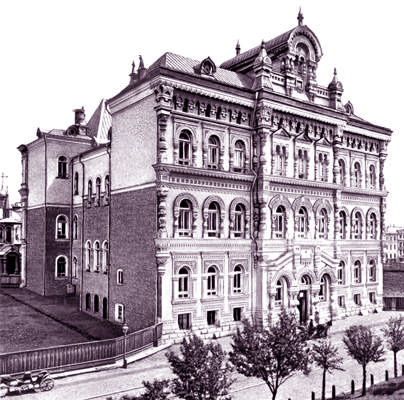
Polytechnical Museum, anni 1880

Monighetti frequentò l'Università statale di Arti e Industria Stroganov di Mosca e successivamente studiò all'Accademia Russa di Belle Arti sotto Aleksandr Brjullov, immatricolandosi nel 1839 con una medaglia d'oro. I suoi lunghi viaggi in Egitto e Italia durante gli anni Quaranta dell'Ottocento determinarono in lui un grande interesse nell'architettura di revival.
Monighetti iniziò la propria carriera come architetto di tendenza disegnando una serie di ville a Carskoe Selo, di cui le più degne di nota erano quelle per la Principessa Jusupov e il Principe Bagration. Nel 1850, ricevette la commissione da parte di Nicola I di Russia di progettare un bagno turco nel parco del Palazzo di Caterina con le fattezze di una piccola moschea. Durante gli anni Sessanta dell'Ottocento, venne incaricato della rimessa a nuovo di diverse stanza del Palazzo stesso.
Forte del successo riscosso a Carskoe Selo, Monighetti venne interpellato da Alessandro II per progettare la propria residenza estiva a Livadija, Crimea. Delle sue strutture crimee, resta attualmente in piedi solamente la chiesa neobizantina del Palazzo di Livadija. Curò anche il rinnovamento dei panfili imperiali Livadija e Deržava.
Durante gli anni Settanta, Monighetti curò invece i nuovi interni di Palazzo Skierniewice (nelle vicinanze di Varsavia), Palazzo Aničkov e Palazzo Jusupov (entrambi a San Pietroburgo). Negli ultimi anni della sua vita, Monighetti si interessò anche al Revival russo. Questo nuovo stile trovò applicazione nel Museo Politecnico di Mosca, nella chiesa russa di Vevey, Svizzera, e nel sepolcro per il figlio illegittimo di Alessandro II a Carskoe Selo.